# Wilhelm Röttger

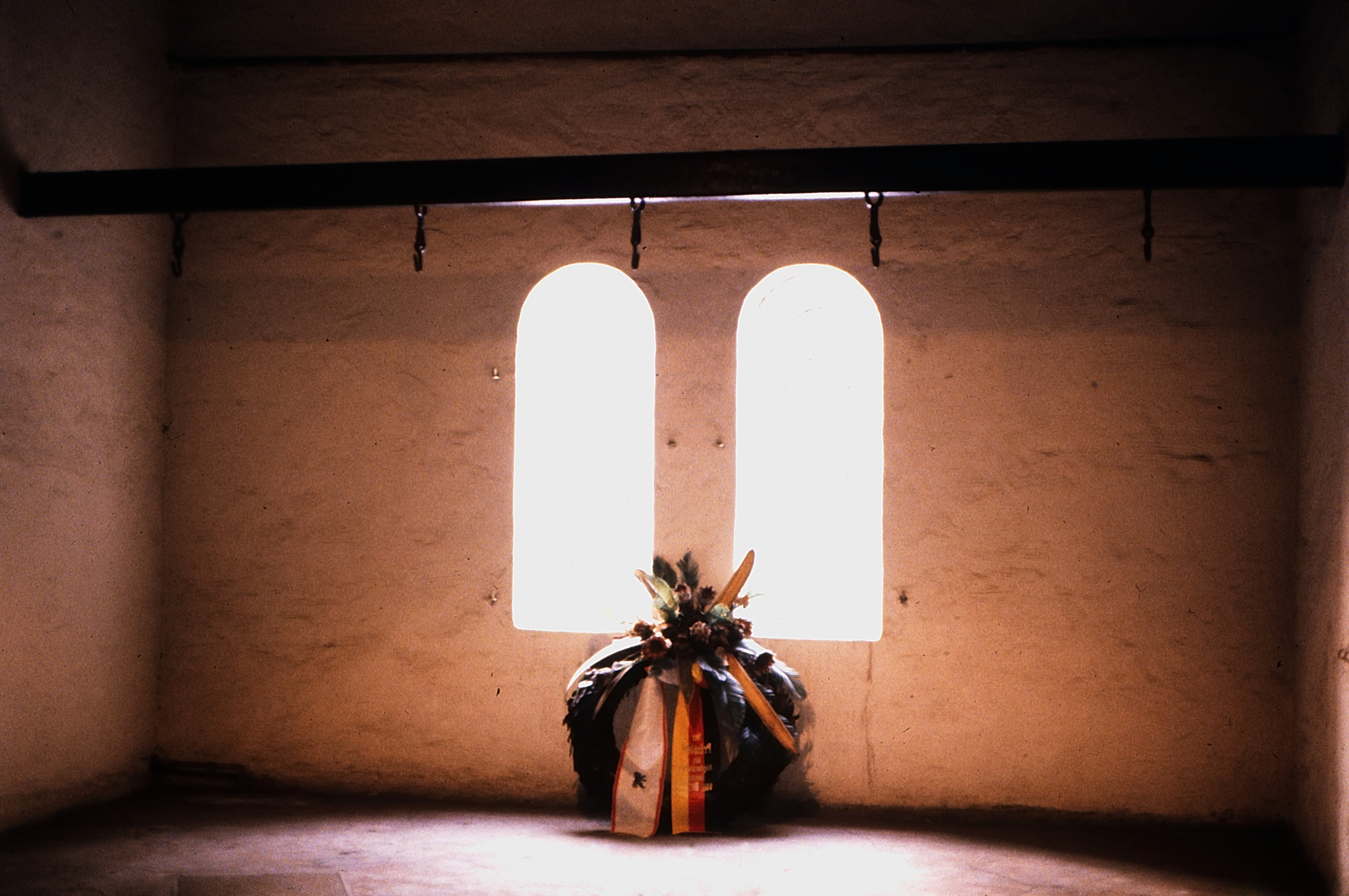
Avrättningsrummet i Plötzenseefängelset.

Wilhelm Röttger, född 6 mars 1894 i Hannover-Ricklingen, död där 13 september 1946, var en tysk skarprättare i Tredje riket. Mellan 1942 och 1945 var han verksam i bland annat Plötzenseefängelset och Strafanstalt Brandenburg-Görden. Han är bland annat känd för att ha lett avrättningarna av de första åtta till döden dömda för 20 juli-attentatet mot Adolf Hitler 1944.